# Guaranda

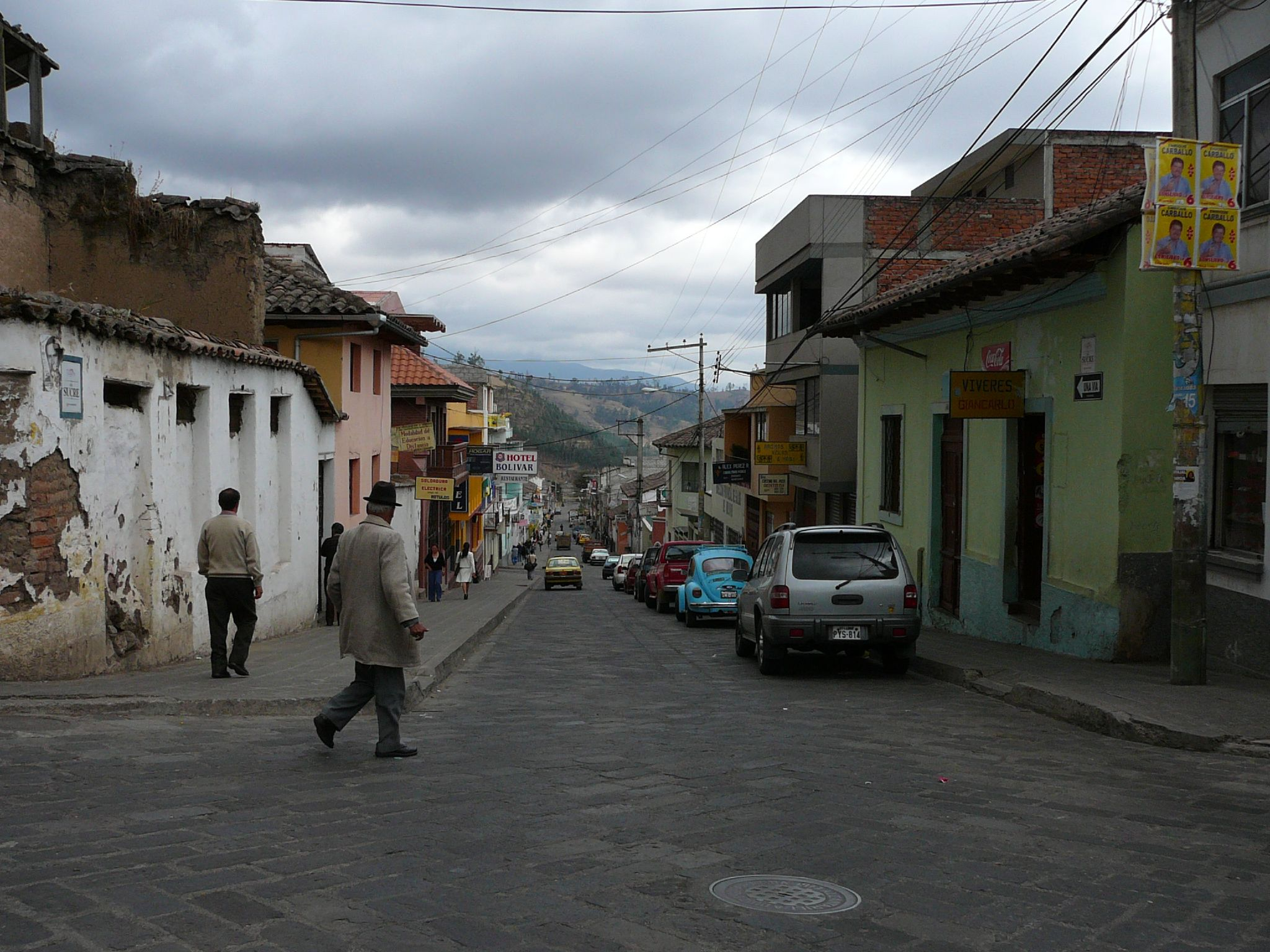
Gata i Guaranda.

Guaranda (eller San Pedro de Guaranda) är en stad i centrala Ecuador. Den är den administrativa huvudorten för provinsen Bolívar och har en beräknad folkmängd av 30 987 invånare (2009).